# پارک کانگ-جو
پارک کانگ-جو (انگلیسی: Park Kang-jo؛ زادهٔ ۲۴ ژانویهٔ ۱۹۸۰) بازیکن فوتبال اهل کره جنوبی است.
از باشگاه‌هایی که در آن بازی کرده‌است می‌توان به باشگاه فوتبال ویسل کوبه و باشگاه فوتبال سئونگنام اشاره کرد.
در 28 می 2000، پارک اولین بازی خود را برای تیم ملی کره جنوبی در یک بازی دوستانه مقابل یوگسلاوی FR انجام داد.